# Saison 1956-1957 de la Juventus FC
Maillots
Chronologie
Saison précédente Saison suivante
La saison 1956-1957 de la Juventus Football Club est la cinquante-quatrième de l'histoire du club, créé soixante ans plus tôt en 1897.
L'équipe de Turin prend part au cours de cette saison à la 55e édition du championnat d'Italie (25e de Serie A).

## Historique
Sortant de deux saisons très décevantes, le club de la Juventus Football Club en crise essaye cette année de retrouver ses ambitions.
Le président Umberto Agnelli décide tout de même de faire confiance au même entraîneur, bien que n'ayant pas su rapporter les résultats escomptés, Sandro Puppo (et sa Juve dei puppanti, Puppo étant connu pour lancer les jeunes joueurs), mais oriente sa stratégie vers un renouvellement de son effectif.
Un troisième gardien de but est acquis, Giuseppe Romano (qui entre dans l'histoire du club en étant le plus vieux joueur ayant joué pour la Juve), tandis que dans la défense juventina est acheté Enzo Robotti. C'est surtout au niveau offensif que de grands chamboulements ont lieu, et l'on vit l'arrivée en attaque de plusieurs joueurs comme Lelio Antoniotti, Carlo Dell'Omodarme, Secondo Donino, Giorgio Stivanello, Romano Voltolina, ainsi que de l'argentin Raúl Conti et du suédois Kurt Hamrin (qui devient par la même occasion le premier joueurs suédois de l'histoire du club).

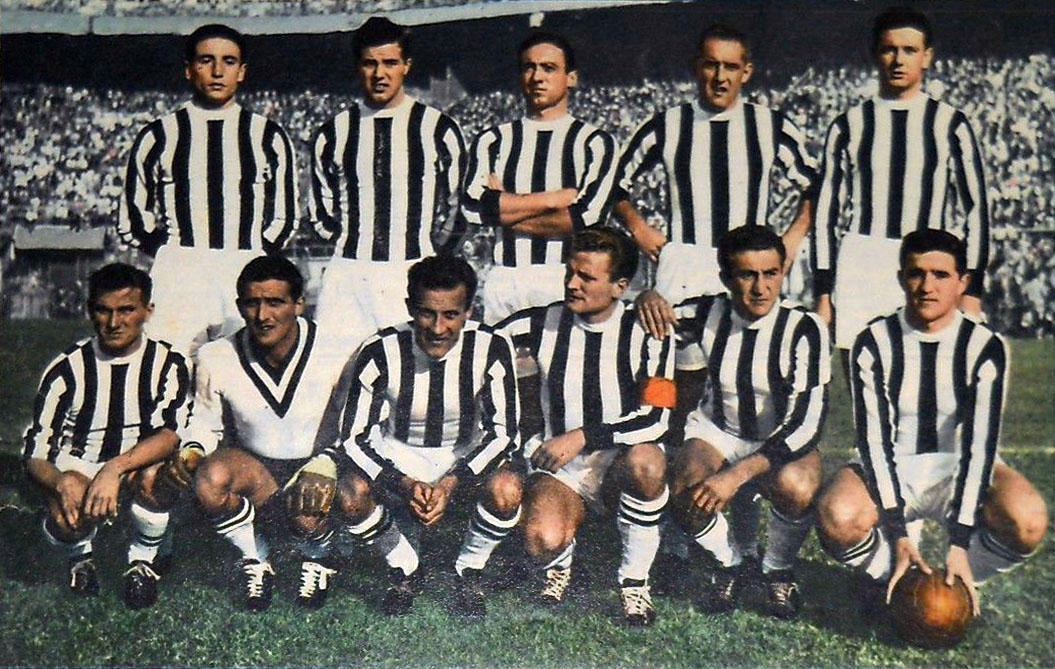
Les bianconeri au 9e rang en Serie A

C'est le dimanche 16 septembre 1956 que la Juve ouvre sa saison lors d'un déplacement à Rome remporté 3 buts à rien sur la Lazio (avec un but de Donino puis un doublé de Hamrin dont un but sur penalty). Lors de la 3e journée, les piémontais réalisent leur premier nul, un but partout contre le Genoa (but juventino de Colombo), puis connaissent leur première défaite au cours de la 6e journée (un 3-2 contre l'Udinese avec des buts bianconeri d'Antoniotti et Hamrin). C'est d'ailleurs selon les sources durant cette rencontre que les joueurs bianconeri endossent pour la première fois un maillot extérieur à cause de la similitude avec les tuniques des joueurs de l'Udinese (la Juve évolue donc avec un second maillot tout blanc pour ce match). En difficulté, la Vieille Dame ne regagne à nouveau un match que le 16 décembre, lors d'un 3 à 1 à domicile contre Bologne, avec un doublé de Boniperti et un but de Bonifaci contre son camp (premier match d'une série de 3 victoires d'affilée tant espérée). Pour la première rencontre de l'année 1957, le 6 janvier, Madama s'incline au Stadio Comunale 2 buts à 1 contre la Roma (malgré un but de Colombo pour la Juve). Un mois plus tard a lieu pour le compte de la 18e journée le premier des matchs retour, un 3 partout contre la Lazio (but de Stivanello et deux buts sur penalty de Montico et Conti). Un mois plus tard, le 3 mars, l'équipe de Turin écrase son voisin lombard de l'Inter 5-1 (avec des buts de Colombo, Conti, Oppezzo, Montico et de Robotti sur penalty). Après ce succès, la Juventus n'arrive plus à gagner, enchaînant cinq matchs sans victoires, avant de renouer avec la victoire contre Naples lors de la 29e journée grâce à Hamrin, premier succès d'une série de trois victoires consécutives (entre le 28 avril et le 19 mai). Pour les 3 matchs restants de la saison, le club du Piémont enregistre une défaite, une victoire et un nul, jouant son dernier match le 16 juin avec un score final de 2 à 2 sur le terrain de la Fiorentina (grâce aux buts de Stivanello et Montico sur penalty).
Avec un très mauvais bilan de seulement 33 points (pour 11 victoires, autant de matchs nuls et 12 défaites), la Juventus FC termine à la 9e place de cette Serie A 1956-1957 et n'est plus que l'ombre d'elle même, continuant sa série noire, la plus mauvaises série de saisons consécutives de son histoire en Serie A.
Les 11 buts inscrits au cours de la saison par Giorgio Stivanello (capocannoniere bianconero de la saison) n'auront pas suffi à combler le manque offensif de la Vecchia Signora, qui avec un effectif remanié, s'enfonce encore un peu plus dans la crise.

## Déroulement de la saison

### Résultats en championnat
- Phase aller

| dimanche 16 septembre 1956 1re journée | Lazio | 0 - 3                              | Juventus | Stadio dei Centomila, Rome 16h00 Arbitre : Campanati |
| dimanche 16 septembre 1956 1re journée |       | 61e Donino · 68e 78e (pen.) Hamrin |          | Stadio dei Centomila, Rome 16h00 Arbitre : Campanati |

| dimanche 23 septembre 1956 2e journée | Juventus                    | 2 - 0 | SPAL | Stadio Comunale, Turin 16h00 Arbitre : Coppa |
| dimanche 23 septembre 1956 2e journée | Hamrin 45e · Stivanello 75e |       |      | Stadio Comunale, Turin 16h00 Arbitre : Coppa |

| dimanche 30 septembre 1956 3e journée | Genoa     | 1 - 1 | Juventus    | Stade Luigi-Ferraris, Gênes 16h00 Arbitre : Bernardi |
| dimanche 30 septembre 1956 3e journée | Macor 18e |       | 14e Colombo | Stade Luigi-Ferraris, Gênes 16h00 Arbitre : Bernardi |

| dimanche 7 octobre 1956 4e journée | Juventus       | 1 - 1 | Sampdoria  | Stadio Comunale, Turin 15h30 Arbitre : Corallo |
| dimanche 7 octobre 1956 4e journée | Antoniotti 49e |       | 1re Ocwirk | Stadio Comunale, Turin 15h30 Arbitre : Corallo |

| dimanche 14 octobre 1956 5e journée | Inter      | 1 - 1 | Juventus          | Stadio San Siro, Milan 15h00 Arbitre : Piemonte |
| dimanche 14 octobre 1956 5e journée | Dorigo 22e |       | 16e (pen.) Hamrin | Stadio San Siro, Milan 15h00 Arbitre : Piemonte |

| dimanche 21 octobre 1956 6e journée | Juventus                    | 2 - 3 | Udinese                       | Stadio Comunale, Turin 15h00 Arbitre : Perego |
| dimanche 21 octobre 1956 6e journée | Antoniotti 28e · Hamrin 79e |       | 7e 73e Secchi · 43e Menegotti | Stadio Comunale, Turin 15h00 Arbitre : Perego |

| dimanche 28 octobre 1956 7e journée | Juventus  | 1 - 1 | Torino  | Stadio Comunale, Turin 15h00 53 000 spectateurs Arbitre : Righi |
| dimanche 28 octobre 1956 7e journée | Conti 86e |       | 7e Arce | Stadio Comunale, Turin 15h00 53 000 spectateurs Arbitre : Righi |

| dimanche 18 novembre 1956 8e journée | Atalanta | 0 - 0 | Juventus | Stadio Comunale, Bergame 14h30 Arbitre : Maurelli |
| dimanche 18 novembre 1956 8e journée |          |       |          | Stadio Comunale, Bergame 14h30 Arbitre : Maurelli |

| dimanche 25 novembre 1956 9e journée | Juventus | 0 - 1        | Milan | Stadio Comunale, Turin 14h30 Arbitre : Seipelt |
| dimanche 25 novembre 1956 9e journée |          | 86e Bredesen |       | Stadio Comunale, Turin 14h30 Arbitre : Seipelt |

| dimanche 2 décembre 1956 10e journée | Lanerossi Vicence | 1 - 1 | Juventus      | Stadio Romeo Menti, Vicence 14h30 Arbitre : Lo Bello |
| dimanche 2 décembre 1956 10e journée | Manente 64e       |       | 41e Stacchini | Stadio Romeo Menti, Vicence 14h30 Arbitre : Lo Bello |

| dimanche 16 décembre 1956 11e journée | Juventus                               | 3 - 1 | Bologne    | Stadio Comunale, Turin 14h30 Arbitre : Campanati |
| dimanche 16 décembre 1956 11e journée | Boniperti 25e 65e · Bonifaci 75e (csc) |       | 86e Pozzan | Stadio Comunale, Turin 14h30 Arbitre : Campanati |

| dimanche 23 décembre 1956 12e journée | Naples      | 1 - 2 | Juventus                | Stadio Arturo Collana, Naples 14h30 Arbitre : Bernardi |
| dimanche 23 décembre 1956 12e journée | Vinício 20e |       | 12e Montico · 85e Conti | Stadio Arturo Collana, Naples 14h30 Arbitre : Bernardi |

| dimanche 30 décembre 1956 13e journée | Palerme | 0 - 2              | Juventus | Stadio La Favorita, Palerme 14h30 Arbitre : Grillo |
| dimanche 30 décembre 1956 13e journée |         | 28e 88e Stivanello |          | Stadio La Favorita, Palerme 14h30 Arbitre : Grillo |

| dimanche 6 janvier 1957 14e journée | Juventus    | 1 - 2 | Roma             | Stadio Comunale, Turin 14h30 Arbitre : Piemonte |
| dimanche 6 janvier 1957 14e journée | Colombo 73e |       | 39e 40e Da Costa | Stadio Comunale, Turin 14h30 Arbitre : Piemonte |

| dimanche 13 janvier 1957 15e journée | Juventus | 0 - 0 | Padoue | Stadio Comunale, Turin 14h30 Arbitre : Grignani |
| dimanche 13 janvier 1957 15e journée |          |       |        | Stadio Comunale, Turin 14h30 Arbitre : Grignani |

| dimanche 20 janvier 1957 16e journée | Triestina                                 | 3 - 0 | Juventus | Stadio Comunale, Trieste 14h30 Arbitre : Kainer |
| dimanche 20 janvier 1957 16e journée | Petris 54e · Olivieri 63e · Brighenti 84e |       |          | Stadio Comunale, Trieste 14h30 Arbitre : Kainer |

| dimanche 27 janvier 1957 17e journée | Juventus      | 1 - 1 | Fiorentina         | Stadio Comunale, Turin 14h30 Arbitre : Orlandini |
| dimanche 27 janvier 1957 17e journée | Boniperti 13e |       | 78e (pen.) Cervato | Stadio Comunale, Turin 14h30 Arbitre : Orlandini |

- Phase retour

| dimanche 3 février 1957 18e journée | Juventus                                               | 3 - 3 | Lazio                                 | Stadio Comunale, Turin 14h30 Arbitre : Marchese |
| dimanche 3 février 1957 18e journée | Stivanello 35e · Montico 50e (pen.) · Conti 67e (pen.) |       | 4e Tozzi · 19e Moltrasio · 73e Vivolo | Stadio Comunale, Turin 14h30 Arbitre : Marchese |

| dimanche 10 février 1957 19e journée | SPAL                                        | 3 - 1 | Juventus       | Stadio Comunale, Ferrare 15h00 Arbitre : Perego |
| dimanche 10 février 1957 19e journée | Broccini 32e · Sandell 42e · Di Giacomo 84e |       | 43e Stivanello | Stadio Comunale, Ferrare 15h00 Arbitre : Perego |

| dimanche 17 février 1957 20e journée | Juventus                   | 2 - 0 | Genoa | Stadio Comunale, Turin 15h00 Arbitre : Orlandini |
| dimanche 17 février 1957 20e journée | Conti 33e · Stivanello 88e |       |       | Stadio Comunale, Turin 15h00 Arbitre : Orlandini |

| dimanche 24 février 1957 21e journée | Sampdoria             | 2 - 1 | Juventus           | Stade Luigi-Ferraris, Gênes 15h00 Arbitre : Campanati |
| dimanche 24 février 1957 21e journée | Vicini 2e · Meroi 29e |       | 24e (pen.) Montico | Stade Luigi-Ferraris, Gênes 15h00 Arbitre : Campanati |

| dimanche 3 mars 1957 22e journée | Juventus                                                                 | 5 - 1 | Inter              | Stadio Comunale, Turin 15h00 Arbitre : Lo Bello |
| dimanche 3 mars 1957 22e journée | Colombo 12e · Conti 64e · Oppezzo 69e · Montico 73e · Robotti 89e (pen.) |       | 49e (pen.) Rebizzi | Stadio Comunale, Turin 15h00 Arbitre : Lo Bello |

| dimanche 10 mars 1957 23e journée | Udinese                                    | 3 - 0 | Juventus | Stadio Moretti, Udine 15h00 Arbitre : Moriconi |
| dimanche 10 mars 1957 23e journée | Frignani 38e · Pantaleoni 53e · Secchi 54e |       |          | Stadio Moretti, Udine 15h00 Arbitre : Moriconi |

| dimanche 17 mars 1957 24e journée | Torino                                    | 4 - 1 | Juventus           | Stadio Filadelfia, Turin 15h00 35 000 spectateurs Arbitre : Bernardi |
| dimanche 17 mars 1957 24e journée | Armano 18e · Jeppson 31e 86e · Tacchi 54e |       | 87e (pen.) Montico | Stadio Filadelfia, Turin 15h00 35 000 spectateurs Arbitre : Bernardi |

| dimanche 24 mars 1957 25e journée | Juventus                      | 2 - 2 | Atalanta                   | Stadio Comunale, Turin 15h00 Arbitre : Rigato |
| dimanche 24 mars 1957 25e journée | Montico 14e (pen.) 49e (pen.) |       | 67e Bassetto · 88e Corsini | Stadio Comunale, Turin 15h00 Arbitre : Rigato |

| dimanche 31 mars 1957 26e journée | Milan                                                          | 4 - 1 | Juventus  | Stadio San Siro, Milan 15h30 Arbitre : Maurelli |
| dimanche 31 mars 1957 26e journée | Nay 27e (csc) · Galli 50e · Bredesen 53e · Liedholm 62e (pen.) |       | 79e Conti | Stadio San Siro, Milan 15h30 Arbitre : Maurelli |

| dimanche 7 avril 1957 27e journée | Juventus | 0 - 1        | Lanerossi Vicence | Stadio Comunale, Turin 15h30 Arbitre : Moriconi |
| dimanche 7 avril 1957 27e journée |          | 84e Lojacono |                   | Stadio Comunale, Turin 15h30 Arbitre : Moriconi |

| dimanche 14 avril 1957 28e journée | Bologne           | 1 - 0 | Juventus | Stadio Comunale, Bologne 15h30 Arbitre : Roman |
| dimanche 14 avril 1957 28e journée | Robotti 38e (csc) |       |          | Stadio Comunale, Bologne 15h30 Arbitre : Roman |

| dimanche 28 avril 1957 29e journée | Juventus   | 1 - 0 | Naples | Stadio Comunale, Turin 15h30 Arbitre : Fauquembergue |
| dimanche 28 avril 1957 29e journée | Hamrin 87e |       |        | Stadio Comunale, Turin 15h30 Arbitre : Fauquembergue |

| dimanche 5 mai 1957 30e journée | Juventus                                                                  | 6 - 4 | Palerme                                     | Stadio Comunale, Turin 16h00 Arbitre : Piemonte |
| dimanche 5 mai 1957 30e journée | Corradi 26e · Hamrin 27e · Boniperti 32e · Conti 55e · Stivanello 57e 88e |       | 19e Vernazza · 33e 70e Sandri · 76e Maselli | Stadio Comunale, Turin 16h00 Arbitre : Piemonte |

| dimanche 19 mai 1957 31e journée | Roma                      | 2 - 3 | Juventus                               | Stadio dei Centomila, Rome 16h00 Arbitre : Guarnaschelli |
| dimanche 19 mai 1957 31e journée | Da Costa 2e · Nordahl 31e |       | 15e Colombo · 60e Montico · 68e Hamrin | Stadio dei Centomila, Rome 16h00 Arbitre : Guarnaschelli |

| dimanche 2 juin 1957 32e journée | Padoue                      | 2 - 1 | Juventus    | Stadio Silvio Appiani, Padoue 16h00 Arbitre : Marchetti |
| dimanche 2 juin 1957 32e journée | Nicolé 61e · Bonistalli 75e |       | 81e Colombo | Stadio Silvio Appiani, Padoue 16h00 Arbitre : Marchetti |

| dimanche 9 juin 1957 33e journée | Juventus                                       | 4 - 3 | Triestina                    | Stadio Comunale, Turin 16h00 Arbitre : Orlandini |
| dimanche 9 juin 1957 33e journée | Montico 35e · Colombo 37e · Stivanello 55e 81e |       | 34e 75e Mazzero · 84e Petris | Stadio Comunale, Turin 16h00 Arbitre : Orlandini |

| dimanche 16 juin 1957 34e journée | Fiorentina                 | 2 - 2 | Juventus                            | Stadio Comunale, Florence 16h00 Arbitre : Caputo |
| dimanche 16 juin 1957 34e journée | Bizzarri 71e · Virgili 90e |       | 61e Stivanello · 88e (pen.) Montico | Stadio Comunale, Florence 16h00 Arbitre : Caputo |

#### Classement
|  |    | Classement final 1956-1957 | Pts | MJ | V  | N  | D  | BP | BC | Dif |
|  | -- | -------------------------- | --- | -- | -- | -- | -- | -- | -- | --- |
|  | 1. | Milan                      | 48  | 34 | 21 | 6  | 7  | 65 | 40 | +15 |
|  | 2. | Fiorentina                 | 42  | 34 | 16 | 10 | 8  | 55 | 40 | +5  |
|  | 3. | Lazio                      | 41  | 34 | 14 | 13 | 7  | 52 | 40 | +12 |
|  | 4. | Udinese                    | 36  | 34 | 15 | 6  | 13 | 59 | 58 | +1  |
|  | 5. | Inter                      | 35  | 34 | 11 | 13 | 10 | 53 | 45 | +8  |
|  | 6. | Bologne                    | 35  | 34 | 12 | 11 | 11 | 54 | 48 | +6  |
|  | 7. | Sampdoria                  | 35  | 34 | 12 | 11 | 11 | 59 | 56 | +3  |
|  | 8. | Torino                     | 35  | 34 | 13 | 9  | 12 | 45 | 42 | +3  |
|  | 9. | Juventus                   | 33  | 34 | 11 | 11 | 12 | 54 | 54 | 0   |

### Matchs amicaux
| dimanche 2 septembre 1956 | Parme          | 1 - 1 | Juventus       |  |
| dimanche 2 septembre 1956 | Buteur inconnu |       | Buteur inconnu |  |

| dimanche 9 septembre 1956 | Roma             | 2 - 2 | Juventus         |  |
| dimanche 9 septembre 1956 | Buteurs inconnus |       | Buteurs inconnus |  |

| dimanche 4 novembre 1956 | Biellese         | 2 - 4 | Juventus         |  |
| dimanche 4 novembre 1956 | Buteurs inconnus |       | Buteurs inconnus |  |

| mercredi 26 décembre 1956 | Reggina          | 3 - 3 | Juventus         |  |
| mercredi 26 décembre 1956 | Buteurs inconnus |       | Buteurs inconnus |  |

| jeudi 4 avril 1957 | Biellese | 0 - 3            | Juventus |  |
| jeudi 4 avril 1957 |          | Buteurs inconnus |          |  |

| vendredi 19 avril 1957 | Juventus         | 3 - 1 | Biellese       |  |
| vendredi 19 avril 1957 | Buteurs inconnus |       | Buteur inconnu |  |

| jeudi 30 mai 1957 | Juventus         | 3 - 0 | Munich |  |
| jeudi 30 mai 1957 | Buteurs inconnus |       |        |  |

| mardi 25 juin 1957 | AIK Solna      | 1 - 10 | Juventus         |  |
| mardi 25 juin 1957 | Buteur inconnu |        | Buteurs inconnus |  |

## Effectif du club
Effectif des joueurs de la Juventus Football Club lors de la saison 1956-1957.

## Buteurs
| 11 buts - Giorgio Stivanello 10 buts - Antonio Montico 8 buts - Kurt Hamrin 7 buts - Raúl Conti 6 buts - Umberto Colombo | 4 buts - Giampiero Boniperti 2 buts - Lelio Antoniotti 1 but - Giuseppe Corradi - Secondo Donino - Guglielmo Oppezzo - Enzo Robotti - Gino Stacchini |